# تپه مری پالکانلو
تپه مری پالکانلو مربوط به دوره تاریخی - اسلامی است و در شهرستان درگز، ۱/۳ کیلومتری جنوب‌غربی روستای پالکانلو واقع شده و این اثر در تاریخ ۲۵ مرداد ۱۳۸۴ با شمارهٔ ثبت ۱۳۸۶۷ به‌عنوان یکی از آثار ملی ایران به ثبت رسیده‌است.